# Ipomoea arborescens
La meravella de muntanya (Ipomoea arborescens) és un arbre silvestre pertanyent a la família de les convolvulàcies. És utilitzat com a ornamental. Es diferencia de la l. pauciflora per la seva escorça groguenca i peduncles pedícels i sèpals finament pubescents. I es diferencia de I. murucoides per les seves corol·les glabres i per la pubescència de les fulles.

## Descripció

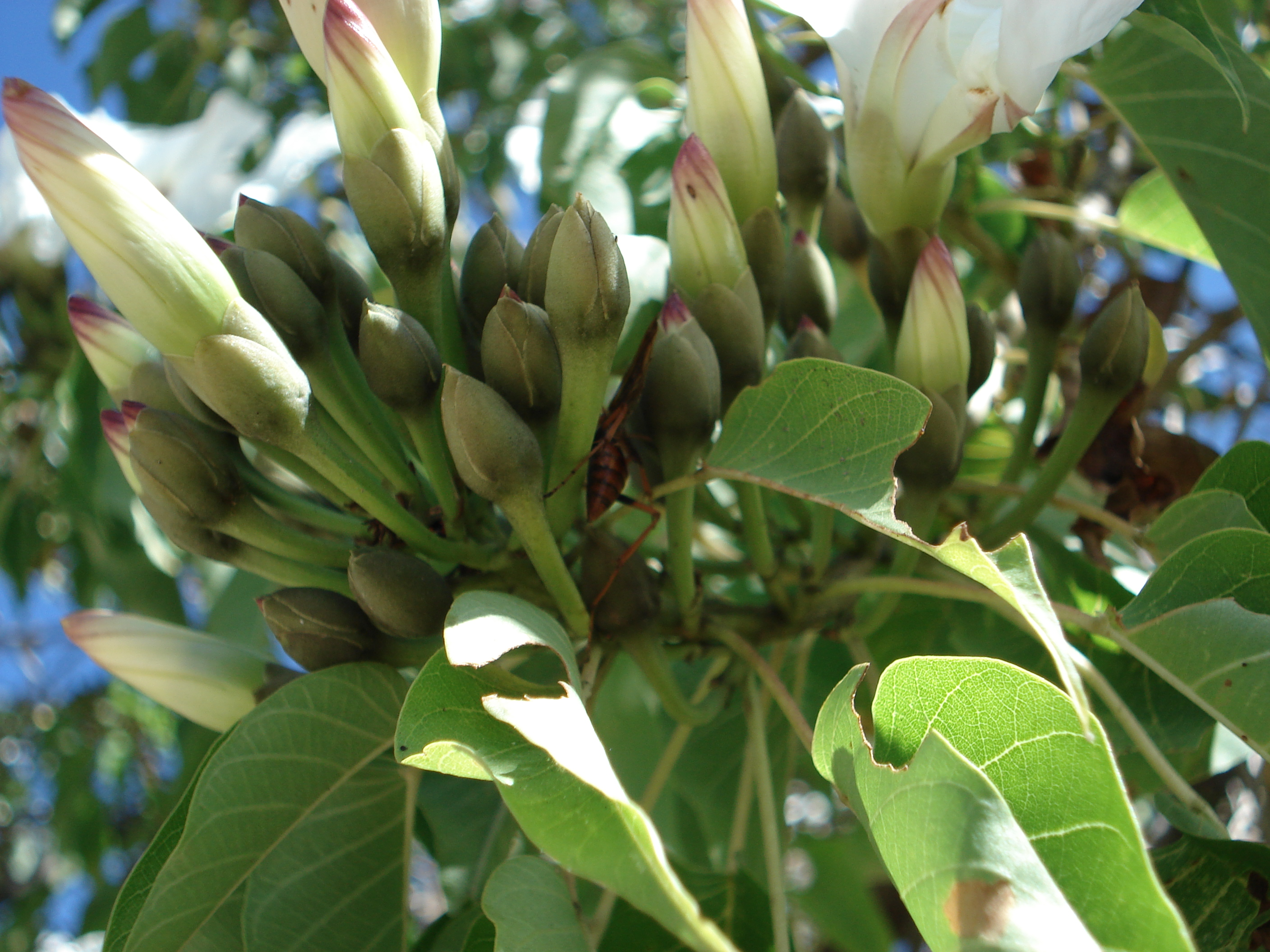
Ipomoea arborescens inflorescència.

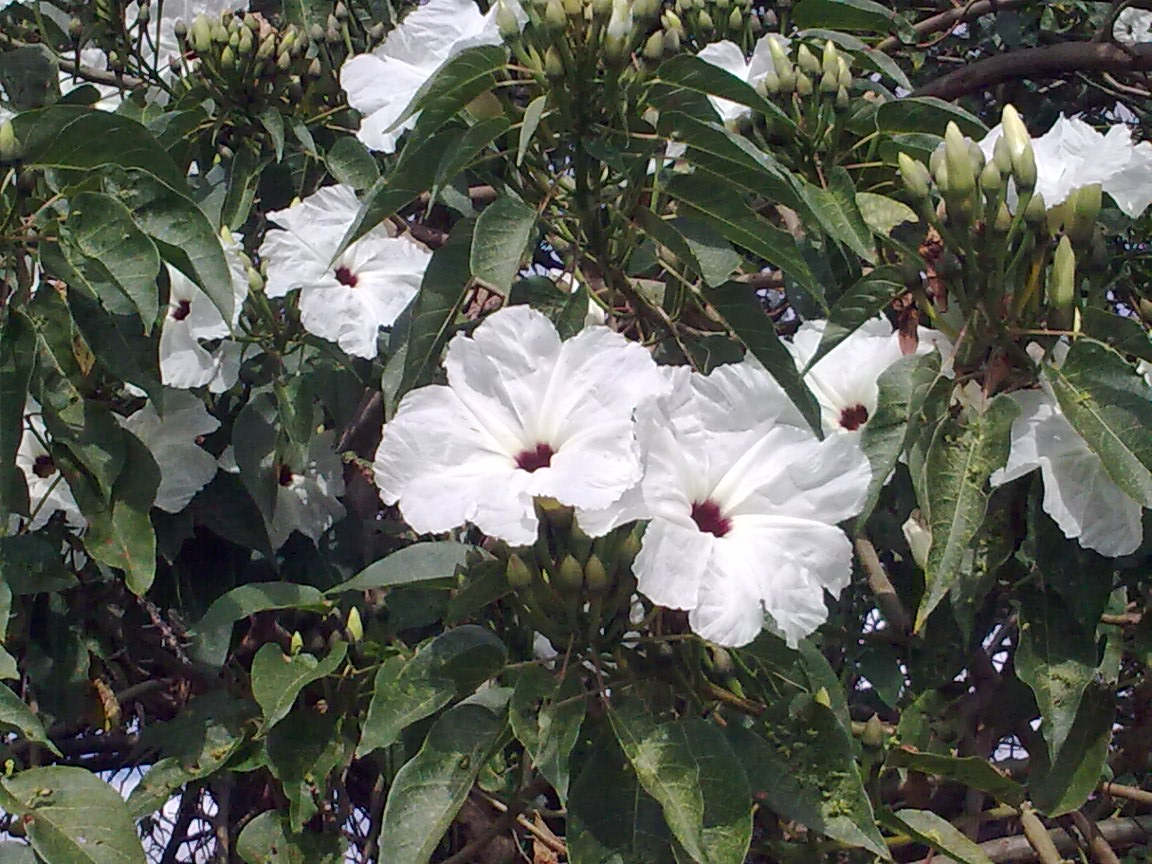
Flors de Ipomoea arborescens o també conegut com l'arbre de les glòries del matí (en anglès, Morning glory tree)

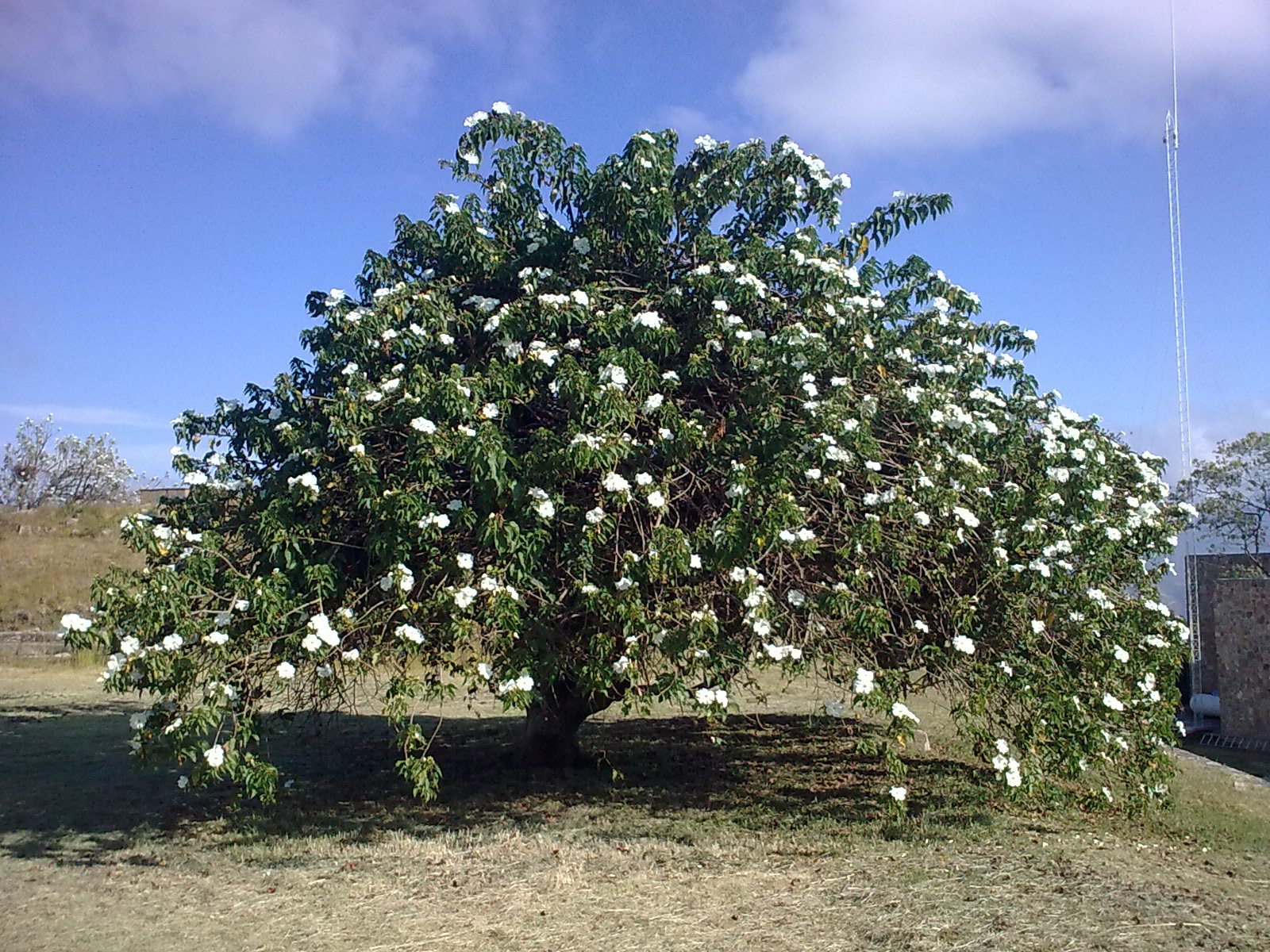
Ipomoea arborescens aMuntanya Albán, Oaxaca (Mèxic)

Mesura d'1 a 4 metres és caducifoli i és força resistent a l'ambient sec. Produeix llavor mitjançant una beina de color cafè. La reproducció pot ser per llavors o esqueixos llenyosos. Juntament amb el mezquite, huizache i palo verde, és part de la vegetació natural del Bajio Guanajuatense.
La seva escorça és groga i les tiges finament pubescents, grogisses i amb làtex blanc. Les seves fulles són simples i finament pubescents en ambdues cares. Les flors són blanques amb el calze finament pubescent i la corol·la mesura de 4 a 6 cm. L'interior de la corol·la és porpra.
La floració pren lloc d'octubre a març. Existeix una altra espècie arbust/enfiladissa de flors habitades. S'han reportat propietats medicinals. Malgrat ser un arbre natiu mexicà, són pocs els esforços pel seu cultivament o reintroducció en llocs desboscats.

## Distribució i hàbitat
Creix en forma silvestre en les selves seques i boscos temperats en diversos estats del Mèxic. És resistent a l'ambient sec i creix en llocs de vessants. És dels pocs arbres que poden sobreviure en ambients desboscats i zones pertorbades.

## Taxonomia
Ipomoea arborescens va ser descrit per (Humb. & Bonpl. exWilld.) G.Do i publicat en A General History of the Dichlamydeous Plants 4: 267. 1838.
Etimologia
Ipomoea: nom genèric que procedeix del grec ips, ipos = "cuc" i homoios = "semblant", per l'hàbit voluble de les seves tiges.
arborescens: epítet llatí que significa "amb forma d'arbre".
Sinonímia
- Convolvulus arborescens Humb. & Bonpl. exWilld.[3]

## Noms comuns
Al Mèxic s'anomena casahuate o cazahuate, d'origen nàhuatl. A Bolívia tararaqui, mot d'origen chané,